# Atlético Madrid
Club Atlético de Madrid är en spansk professionell fotbollsklubb i Madrid, Spanien, som spelar i La Liga. Klubben grundades år 1903 och spelar sedan 2017 sina hemmamatcher på Wanda Metropolitano. Klubben kallas oftast för Atleti i spansktalande länder, men är mest känd internationellt som Atlético Madrid.
Klubben grundades den 26 april 1903 som Athletic Club Sucursal de Madrid och har traditionellt burit röda och vita vertikalrandiga tröjor, kända som Los Colchoneros ("madrassmakarna") och Los Rojiblancos. Klubben blev Atlético de Madrid 1946 och inledde en långvarig rivalitet med stadskonkurrenten Real Madrid, där matcherna mot varandra kallas för Madridderbyt. Klubben delar också en rivalitet med Barcelona. Felipe VI, kungen av Spanien, har varit klubbens hederspresident sedan 2003.

## Historia
Klubben grundades av tre baskiska studenter i Madrid den 26 april 1903. Under 1900-talet och 1910-talet sågs klubben som en gren av baskiska Athletic Bilbao. 1939, efter det spanska inbördeskriget bytte klubben namn när det slogs ihop med laget Aviación Nacional från Zaragoza. Det nya namnet blev Atlético Aviación de Madrid.
Klubben vann sin första ligatitel 1940, och försvarade titeln 1941. 1947 fick klubben sitt nuvarande namn, Club Atlético de Madrid. 1966 invigdes klubbens nya hemmaarena Estadio Vicente Calderón, där man skulle komma att spela fram till 2017. 
Klubben vann sin första Europa League-titel 2010.
Under klubbens mest framgångsrika säsong (2013/2014) vanns La Liga-titeln (första gången sedan 2004 som ett annat lag än Barcelona och Real Madrid vunnit La Liga), och nådde dessutom finalen i Uefa Champions League där Real Madrid vann med 4–1. I augusti 2014 vann klubben sin andra Spanska supetcup-titel efter 29 år, mot rivalen Real Madrid. Säsongen 2015/2016 avancerade Atlético Madrid åter till final i Champions League, detta efter att ha slagit ut bland andra Barcelona och Bayern München. Finalen fick avgöras på straffar efter 1–1 vid full tid och en mållös förlängning, där återigen Real Madrid stod för motståndet och segrade.

## Matchställ
Från början spelade Atlético Madrid i blått och vitt. En av klubben utsänd representant åkte till England 1911 för att införskaffa nya blåvitrandiga tröjor från Blackburn Rovers. Han misslyckades med detta och kom hem med rödvitrandiga Southampton-tröjor istället. Atlético Madrid har sedan dess spelat i rödvitrandigt men har behållit de blå shortsen.

## Meriter
- La Liga:  11 gånger 2020/21, 2013/2014, 1995/1996, 1976/1977, 1972/1973, 1969/1970, 1965/1966, 1950/1951, 1949/1950, 1940/1941, 1939/1940
- Cupvinnarcupen: 1 gång 1961/1962 - seger mot Fiorentina, Italien
- Europacupen för mästarlag: 1973/1974 - finalförlust mot FC Bayern München, 2013/2014 - finalförlust mot Real Madrid
- Europa League: 3 gånger 2009/2010, 2011/2012, 2017/2018.
- Spanska cupen (Copa del Rey): 10 gånger 2013, 1996, 1992, 1991, 1985, 1976, 1972, 1965, 1961, 1960
- Spanska supercupen: 2 gånger 1985 - seger mot FC Barcelona, 2014 - Seger mot Real Madrid
- Interkontinentalcupen: 1 gång 1973/1974 - seger mot Independiente, Argentina (Bayern München avstod från att spela)
- Uefa Super Cup: 3 gånger 2010, 2012, 2018
- Intertotocupen: 1 gång 2007

## Spelare

### Spelartrupp
| 1  | Argentina | Juan Musso | 6 maj 1994     | Atalanta (-24) |
| 13 | Slovenien | Jan Oblak  | 7 januari 1993 | Benfica (-14)  |

| 2  | Uruguay   | José María Giménez | 20 januari 1995  | Danubio (-13)       |
| 3  | Italien   | Matteo Ruggeri     | 11 juli 2002     | Atalanta (-25)      |
| 15 | Frankrike | Clément Lenglet    | 17 juni 1995     | Barcelona (-24)     |
| 16 | Argentina | Nahuel Molina      | 6 april 1998     | Udinese (-22)       |
| 17 | Slovakien | Dávid Hancko       | 13 december 1997 | Feyenoord (-25)     |
| 18 | Spanien   | Marc Pubill        | 20 juni 2003     | Almería (-25)       |
| 21 | Spanien   | Javi Galán         | 19 november 1994 | Celta (-23)         |
| 24 | Spanien   | Robin Le Normand   | 11 november 1996 | Real Sociedad (-24) |

| 4  | England   | Conor Gallagher | 6 februari 2000   | Chelsea (-24)     |
| 5  | USA       | Johnny Cardoso  | 20 september 2001 | Betis (-25)       |
| 6  | Spanien   | Koke            | 8 januari 1992    | Atlético Madrid   |
| 8  | Spanien   | Pablo Barrios   | 15 juni 2003      | Atlético Madrid   |
| 10 | Spanien   | Álex Baena      | 20 juli 2001      | Villarreal (-25)  |
| 11 | Argentina | Thiago Almada   | 26 april 2001     | Botafogo (-25)    |
| 14 | Spanien   | Marcos Llorente | 30 januari 1995   | Real Madrid (-19) |

| 7  | Frankrike | Antoine Griezmann | 21 mars 1991     | Barcelona (-21)       |
| 9  | Norge     | Alexander Sørloth | 5 december 1995  | Villarreal (-24)      |
| 19 | Argentina | Julián Álvarez    | 31 januari 2000  | Manchester City (-24) |
| 20 | Argentina | Giuliano Simeone  | 18 december 2002 | Atlético Madrid       |
| 23 | Spanien   | Carlos Martín     | 22 april 2002    | Atlético Madrid       |

### Utlånade spelare
| Nr | Land     | Pos | Namn                                               |
| -- | -------- | --- | -------------------------------------------------- |
| -  | Spanien  | A   | Diego Bri (i Córdoba till 30 juni 2026)            |
| -  | Rumänien | MV  | Horațiu Moldovan (i Real Oviedo till 30 juni 2026) |
| -  | Spanien  | F   | Pablo Pérez (i CD Mirandés till 30 juni 2026)      |

| Nr | Land      | Pos | Namn                                                  |
| -- | --------- | --- | ----------------------------------------------------- |
| -  | Argentina | MF  | Rodrigo De Paul (i Inter Miami till 31 december 2025) |
| -  | Frankrike | MF  | Thomas Lemar (i Girona till 30 juni 2026)             |